# キュータ
キュータは、東京消防庁のマスコットキャラクター。

## 概要

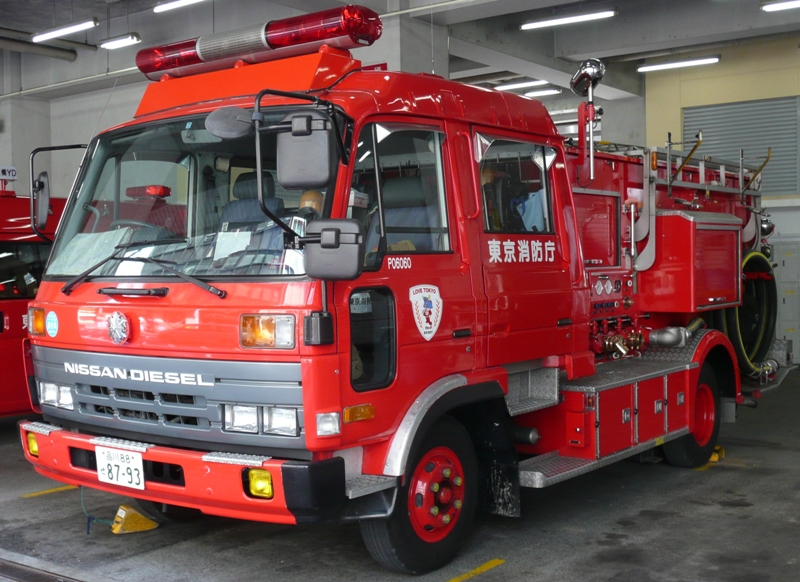
東京消防庁のポンプ車
助手席ドアにキュータが描かれている

どんな災害でも駆けつけて救助・救命する、都民に愛される未来消防士をイメージして作られた東京消防庁のマスコットキャラクター。特徴としては赤いスーツを着ていて水色の消防の防火ヘルメットをかぶり胸には、白色で消防の119が入っている。 頭からは黄色のアンテナが出ていて右手の親指を立てている。
- 赤いスーツ：未来の消防服をイメージしていて消防の赤色で勇敢さと精悍さを表している。
- 水色の消防ヘルメット：消火用の水をイメージして水色になっている。
- 胸の119：消防の通報電話番号の119から。
- 黄色のアンテナ：緊急時には危険を察知し光る事ができる。
- 右手の親指を立てている：災害は任せてという意味から。
- 性別は不明。

東京消防庁のポンプ車や救急車にはキュータが書いてあるエンブレムが付いている。キーホルダーや人形などのグッズも発売されている。また「いちいちキュータ」という歌もある。

## 名前のコンセプト
- 119番のキュー
- 救助のキュー
- 救急のキュー
- レスキューのキュー
- 緊急のキュー
- 多くの人を助けるのタ